# 英国战争史
英国战争史既包括岛国内部之间的战争，也包括大不列颠参与西欧大陆、世界各大洲的战争。

## 罗马时期
- 罗马人的征服
  - 第一次
  - 第二次
- 亚瑟王的传说。

## 中世纪

### 诺曼王朝
- 诺曼征服
  - 黑斯廷斯战役

### 金雀花王朝
- 英法戰爭 (1213年－1214年)
  - 布汶戰役
- 百年战争
  - 克雷西会战
  - 普瓦捷战役
  - 蓬瓦蘭戰役
  - 阿金库尔战役
  - 博熱戰役
  - 奧爾良圍城戰
  - 帕提戰役
  - 福爾米尼戰役
  - 卡斯蒂永戰役
- 玫瑰战争

### 都铎王朝
- 英西战争
  - 格瑞福兰海战

## 近代

### 斯图亚特王朝
- 大同盟戰爭
- 西班牙王位繼承戰爭
  - 布伦海姆战役
  - 馬爾普拉凱战役
  - 布里韋加戰役

### 汉诺威王朝
- 波兰王位继承战争
- 奥地利王位继承战争
- 七年战争
  - 魁北克战役
- 美国独立战争
  - 魁北克战役
  - 萨拉托加战役
- 英美战争
- 拿破仑战争
  - 特拉法加海战
  - 滑铁卢战役
- 征服印度
  - 普拉西战役
  - 迈索尔战争
  - 马拉塔战争
  - 锡克战争
- 布尔战争
  - 第一次布尔战争
  - 第二次布尔战争

## 现代

### 19世纪
- 萨拉曼卡战役（1812年，英国-西班牙联军对法军）
- 滑铁卢战役（英军对法军）
- 阿利瓦尔之战（1846年，英军对锡克人）
- 巴拉克拉瓦战役（1854年，英法联军对俄军）
- 八里桥之战（英法联军对清军）
- 伊散德尔瓦纳战役（英军对祖鲁人）
- 罗克渡口战役（英军对祖鲁人）

### 20世纪
- 英布战争
- 第一次世界大战
  - 索姆河战役
  - 日德兰海战
  - 加利波利战役
- 第二次世界大战
  - 不列颠空战
  - 阿拉曼战役
  - 英帕尔战役
  - 诺曼底登陆
- 朝鲜战争
- 1956年苏伊士战争
- 马岛战争
  - 绿鹅村战役

### 21世纪
- 阿富汗战争
  - 穆萨卡拉战役（2007年）
- 伊拉克战争